# Fehérképű pufókgerle
A fehérképű pufókgerle (Leptotila megalura) a madarak osztályának galambalakúak (Columbiformes) rendjéhez és a galambfélék (Columbidae) családjához tartozó faj.

## Rendszerezése
A fajt Philip Lutley Sclater és Osbert Salvin írták le 1766-ban.

## Előfordulása
Az Andok keleti lejtőin, Argentína és Bolívia területén honos. Természetes élőhelyei a trópusi vagy szubtrópusi síkvidéki és hegyi esőerdő, magaslati cserjések, valamint szántóföldek. Állandó, nem vonuló faj.

## Megjelenése
Testhossza 32 centiméter.

## Természetvédelmi helyzete
Az elterjedési területe nagyon nagy, egyedszáma pedig stabil. A Természetvédelmi Világszövetség Vörös listáján nem fenyegetett fajként szerepel.